# 田中美代子 (実業家)
田中 美代子（たなか みよこ）は、日本の実業家。日本コカ・コーラ株式会社広報・パブリックアフェアーズ&サステナビリティ本部副社長、公益財団法人コカ・コーラ教育・環境財団常務理事、
公益財団法人ドナルド・マクドナルド・ハウス・チャリティーズ・ジャパン理事、食品容器環境美化協会会長。

## 人物・経歴
1999年、立教大学文学部ドイツ文学科卒業。
大学卒業後、外資系ホテルに勤務したのち、シーメンスヘルスケア株式会社やプライスウォーターハウスクーパース・ジャパンなどの外資系企業で、広報活動に幅広く従事する。
2011年、日本アルコン株式会社広報部部長に就任。2016年、ジョンソン・エンド・ジョンソン株式会社メディカル・カンパニー・コミュニケーション＆パブリックアフェアーズ部部長に就任。
2019年、日本コカ・コーラ株式会社広報・パブリックアフェアーズ&サステナビリティ本部副社長に就任。
2019年度から公益財団法人コカ・コーラ教育・環境財団常務理事、2021年度から公益財団法人ドナルド・マクドナルド・ハウス・チャリティーズ・ジャパン理事を兼務。
2024年に食品容器環境美化協会として初の女性会長に就任。